# NWHL 1998/99
Die Saison 1998/1999 war die erste Spielzeit der National Women’s Hockey League (NWHL) und zugleich die letzte der Central Ontario Women’s Hockey League, da die Liga im Saisonverlauf umbenannt wurde. Die Bonaventure Wingstar sicherten sich den Meistertitel der Eastern Division, die Beatrice Aeros jenen der Western Division. Die Brampton Thunder  sicherten sich die Central Canadian Championship.

## Teilnehmer
Die Liga startete mit acht Teilnehmern und damit fünf mehr als die vorhergehende Saison der COWHL: Die Western Division bestand aus den Beatrice Aeros, Brampton Thunder, Mississauga Chiefs und den Scarborough Sting. In der neu gegründeten Eastern Division spielten mit den Mistral de Laval, NCCP Raiders, Montréal Jofa-Titan und den Bonaventure Wingstar vor allem Teams aus der Provinz Quebec. Damit wurde die Liga in den Osten Kanadas erweitert und daher im Saisonverlauf in National Women’s Hockey League umbenannt.

## Reguläre Saison
Die reguläre Saison begann am 12. September 1998.

### Eastern Division
| Pl. | Mannschaft           | Sp | S  | U  | N | Tore    | Punkte |
| --- | -------------------- | -- | -- | -- | - | ------- | ------ |
| 1.  | Bonaventure Wingstar | 34 | 13 | 16 | 5 | 104:091 | 31     |
| 2.  | Montréal Jofa-Titan  | 34 | 12 | 17 | 5 | 088:109 | 29     |
| 3.  | NCCP Raiders         | 34 | 9  | 19 | 6 | 061:114 | 24     |
| 4.  | Mistral de Laval     | 34 | 9  | 21 | 4 | 078:144 | 22     |

Abkürzungen: Pl. = Platz, Sp = Spiele, S = Siege, U = Unentschieden, N = Niederlagen

Erläuterungen: Playoff-Qualifikant

### Western Division
| Pl. | Mannschaft         | Sp | S  | U  | N | Tore    | Punkte |
| --- | ------------------ | -- | -- | -- | - | ------- | ------ |
| 1.  | Beatrice Aeros     | 40 | 37 | 2  | 1 | 189:039 | 75     |
| 2.  | Brampton Thunder   | 40 | 30 | 7  | 3 | 203:076 | 63     |
| 3.  | Mississauga Chiefs | 40 | 23 | 15 | 2 | 117:075 | 48     |
| 4.  | Scarborough Sting  | 40 | 1  | 37 | 2 | 032:224 | 4      |

Abkürzungen: Pl. = Platz, Sp = Spiele, S = Siege, U = Unentschieden, N = Niederlagen

Erläuterungen: Direkt für das Finale qualifiziert, Für das Halbfinale qualifiziert

### Statistik

#### Beste Scorerinnen
Quelle: toronto.edu; Abkürzungen: Sp = Spiele, T = Tore, V = Assists, Pkt = Punkte, SM = Strafminuten; Fett: Saisonbestwert
| Spieler            | Mannschaft           | Sp | T  | V  | Pkt | SM |
| ------------------ | -------------------- | -- | -- | -- | --- | -- |
| Stephanie Boyd     | Brampton Thunder     | 38 | 21 | 40 | 61  | 32 |
| Caroline Ouellette | Bonaventure Wingstar | 27 | 32 | 28 | 60  | 6  |
| Jeanine Sobek      | Brampton Thunder     | 40 | 21 | 36 | 57  | 20 |
| Angela James       | Beatrice Aeros       | 31 | 36 | 19 | 55  | 47 |
| Jayna Hefford      | Brampton Thunder     | 27 | 34 | 19 | 53  | 30 |
| Andria Hunter      | Mississauga Chiefs   | 40 | 20 | 21 | 41  | 2  |
| Annie Desrosiers   | Laval Le Mistral     | 32 | 28 | 12 | 40  | 40 |
| Vicky Sunohara     | Brampton Thunder     | 24 | 22 | 18 | 40  | 18 |
| Karen Nystrom      | Brampton Thunder     | 25 | 23 | 14 | 37  | 38 |
| Amanda Benoit      | Beatrice Aeros       | 30 | 16 | 20 | 36  | 16 |
| Cindy Cryderman    | Beatrice Aeros       | 39 | 18 | 17 | 35  | 50 |
| Lara Perks         | Beatrice Aeros       | 35 | 16 | 19 | 35  | 16 |
| Lori Dupuis        | Brampton Thunder     | 22 | 15 | 20 | 35  | 18 |
| Nathalie Fournier  | Bonaventure Wingstar | 33 | 14 | 21 | 35  | 25 |
| Sommer West        | Beatrice Aeros       | 33 | 11 | 22 | 33  | 38 |
| Geraldine Heaney   | Beatrice Aeros       | 29 | 8  | 25 | 33  | 22 |

#### Beste Torhüterinnen
Quelle: toronto.edu; Abkürzungen: Sp = Spiele, Min = Eiszeit (in Minuten), S = Siege, U = Unentschieden, N = Niederlagen, GT = Gegentore, SO = Shutouts, GTS = Gegentorschnitt; Fett: Saisonbestwert
| Spieler            | Mannschaft          | Sp | Min     | S  | U  | N | GT  | SO | GTS  |
| ------------------ | ------------------- | -- | ------- | -- | -- | - | --- | -- | ---- |
| Lauren Goldstein   | Beatrice Aeros      | 19 | 859:11  | 16 | 1  | 0 | 10  | 9  | 0,52 |
| Kendra Fisher      | Beatrice Aeros      | 24 | 1099:34 | 21 | 1  | 1 | 28  | 8  | 1,14 |
| Jen Dewar          | Mississauga Chiefs  | 19 | 915:00  | 11 | 7  | 1 | 33  | 6  | 1,62 |
| Stephanie Slade    | Brampton Thunder    | 18 | 863:22  | 13 | 3  | 1 | 32  | 7  | 1,66 |
| Sarah Couch        | Brampton Thunder    | 23 | 1103:26 | 17 | 4  | 2 | 44  | 4  | 1,79 |
| Brenda Deneault    | Mississauga Chiefs  | 21 | 1010:07 | 12 | 8  | 1 | 41  | 3  | 1,82 |
| Isabelle Leclaire  | Montréal Wingstar   | 23 | 1045:52 | 10 | 11 | 2 | 65  | 3  | 2,79 |
| Marie-Claude Roy   | Montréal Jofa-Titan | 20 | 897:40  | 5  | 10 | 4 | 59  | 2  | 2,95 |
| Marie-France Morin | NCCP Raiders        | 23 | 1083:40 | 6  | 12 | 4 | 74  | 3  | 3,07 |
| Vania Goeury       | Le Mistral          | 19 | 855:48  | 5  | 10 | 2 | 71  | 1  | 3,73 |
| Stacy Kellough     | Scarborough Sting   | 25 | 1217:50 | 1  | 22 | 2 | 129 | 0  | 4,76 |

## Play-offs

### Eastern Division
Halbfinale
Die Play-off-Halbfinalspiele wurden mit Hin- und Rückspiel ausgetragen
| Begegnungen                          | Serie | 10. April 1999 | 11. April 1999 |
| ------------------------------------ | ----- | -------------- | -------------- |
| Bonaventure Wingstar – Laval Mistral | 2:0   | 4:2            | 8:3            |
| Montréal Jofa-Titan – NCCP Raiders   | 2:1   | 3:1            | 4:4            |

Finale
| Begegnungen                                | Serie | 17. April 1999 | 18. April 1999 |
| ------------------------------------------ | ----- | -------------- | -------------- |
| Bonaventure Wingstar – Montréal Jofa-Titan | 2:1   | 5:1            | 2:2            |

### Western Division
Die Play-off-Spiele innerhalb der Western Division wurden als Best of Three ausgetragen. Die Beatrice Aeros erhielten als Sieger der regulären Saison ein Freilos für das Finale.
Halbfinale
| Begegnungen                           | Serie | 17. März 1999 | 23. März 1999 |
| ------------------------------------- | ----- | ------------- | ------------- |
| Brampton Thunder – Mississauga Chiefs | 2:0   | 5:3           | 2:1           |

Finale
| Begegnungen                       | Serie | 1. April 1999 | 5. April 1999 |
| --------------------------------- | ----- | ------------- | ------------- |
| Brampton Thunder – Beatrice Aeros | 0:2   | 2:3           | 0:5           |

## Central Canadian Championship
Das Turnier um die Central Canadian Championship wurde vom 23. April bis 25. April 1999 im Jim Durell Complex in Ottawa ausgetragen. Zunächst wurde eine Einfachrunde mit drei Spielen pro Teilnehmer ausgetragen.
| Pl. | Mannschaft           | Sp | S | U | N | Tore  | Punkte |
| --- | -------------------- | -- | - | - | - | ----- | ------ |
| 1.  | Brampton Thunder     | 3  | 3 | – | 0 | 13:05 | 6      |
| 2.  | Bonaventure Wingstar | 3  | 2 | – | 1 | 12:09 | 4      |
| 3.  | Montréal Jofa-Titan  | 3  | 1 | – | 2 | 05:10 | 2      |
| 4.  | Mississauga Chiefs   | 3  | 0 | – | 3 | 04:10 | 0      |

Abkürzungen: Pl. = Platz, Sp = Spiele, S = Siege, U = Unentschieden, N = Niederlagen

Erläuterungen: Finalteilnehmer
Spiel um Platz 3
| Datum                    | Begegnung                                | Ergebnis |
| ------------------------ | ---------------------------------------- | -------- |
| 25. April 1999 11:15 Uhr | Mississauga Chiefs – Montréal Jofa-Titan | 2:0      |

Finale
| Datum                    | Begegnung                               | Ergebnis |
| ------------------------ | --------------------------------------- | -------- |
| 25. April 1999 13:30 Uhr | Bonaventure Wingstar – Brampton Thunder | 2:5      |